# Ökumenisches Zentrum Klein Berkel

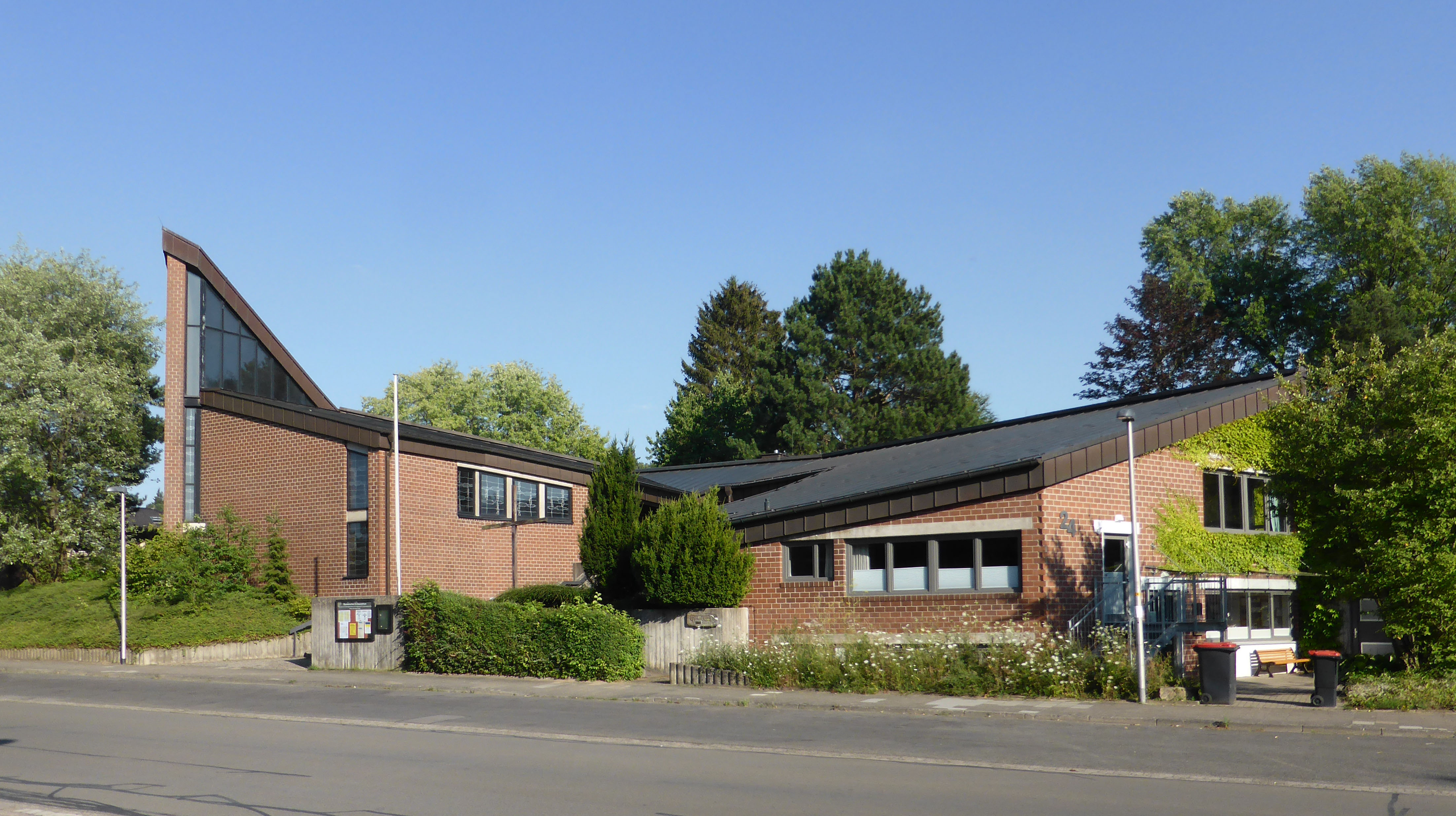
Ökumenisches Zentrum (links St.-Vizelin-Kirche, rechts Dietrich-Bonhoeffer-Haus)

Das Ökumenische Zentrum in Klein Berkel, einem Ortsteil von Hameln, der Kreisstadt des Landkreises Hameln-Pyrmont in Niedersachsen, besteht aus der römisch-katholischen St.-Vizelin-Kirche, in der auch evangelische Gottesdienste stattfinden, und dem evangelisch-lutherischen Dietrich-Bonhoeffer-Haus, einem Gemeindezentrum, das von beiden Konfessionen genutzt wird.
Die Kirche trägt das Patrozinium des heiligen Vizelin, der im nahegelegenen Hameln geboren wurde. Im Bistum Hildesheim ist sie die einzige nach dem heiligen Vizelin benannte Kirche. Das Gemeindezentrum ist nach dem lutherischen Theologen Dietrich Bonhoeffer benannt.
Das Ökumenische Zentrum in Klein Berkel wird von der evangelisch-lutherischen Gemeinde Am Ohrberg (Kirchenkreis Hameln-Pyrmont der Evangelisch-lutherischen Landeskirche Hannovers) und der römisch-katholischen Pfarrei St. Elisabeth in Hameln (Dekanat Weserbergland des Bistums Hildesheim) gemeinsam genutzt.

## Geschichte
Durch die Reformation wurden die Einwohner und die Kirche von Klein Berkel protestantisch.
Im Zuge der Flucht und Vertreibung Deutscher aus Mittel- und Osteuropa 1945–1950 ließen sich ab 1946 auch wieder Katholiken in Klein Berkel nieder, so dass es 1964 zur Gründung einer katholischen Pfarrvikarie in Klein Berkel kam. Pastor Othmar Thiel war ihr Seelsorger, dem von 1966 bis 1970 Christian Balemans folgte. 1966 bekam die Pfarrvikarie den heiligen Vizelin als Schutzpatron.
Von 1950 bis Ende 1972 hatte sich die Einwohnerzahl von Klein Berkel durch Neubaugebiete von rund 1500 auf über 4300 vergrößert. In der von 1958 an erbauten Ohrbergsiedlung, einem der größten Neubaugebiete von Klein Berkel, wurde am 6. März 1976 der Grundstein für das Ökumenische Zentrum gelegt. Damals waren Johannes Plate und Hans Jürgen Klages die evangelischen Pastoren und Horst Teichmann seit 1970 der katholische Geistliche von Klein Berkel. Es war dies nach dem 1973/74 erbauten Ökumenischen Zentrum St. Stephanus in Lüneburg-Kaltenmoor das zweite Ökumenische Zentrum, das die evangelisch-lutherische Landeskirche Hannovers und das römisch-katholische Bistum Hildesheim gemeinsam realisiert haben. Am 28. November 1976, dem 1. Sonntag im Advent, erfolgte die Einweihung des Ökumenischen Zentrums in Klein Berkel. Am 13. September 1977 verstarb Pfarrer Horst Teichmann.
1981/82 wurde in Hannover mit dem Ökumenischen Kirchencentrum Mühlenberg ein drittes und bisher letztes ökumenisches Zentrum der Landeskirche Hannovers und des Bistums Hildesheim errichtet.
1983 erfolgte in Klein Berkel neben dem Ökumenischen Zentrum der Bau eines katholischen Pfarrhauses, das 1984 von Pfarrer Norbert Hübner bezogen wurde. Das evangelische Pfarrhaus war bereits 1966 in der Nähe der St.-Johannis-Kirche, im alten Ortskern von Klein Berkel, erbaut worden. Norbert Hübner war bereits seit 1978 katholischer Pfarrer am Ökumenischen Zentrum. 1988 wechselte er an die St.-Paulus-Kirche in Göttingen, und die katholische Seelsorge im Ökumenischen Zentrum in Klein Berkel übernahm Heinz-Günter Bongartz, der spätere Weihbischof des Bistums Hildesheim, als Pfarrer der Pfarrei St. Elisabeth in Hameln.
Ab Mai 1996 bildete St. Vizelin mit den Kirchengemeinden St. Elisabeth in Hameln und St. Bonifatius in Aerzen eine Seelsorgeeinheit. Am 1. November 2006 wurden die drei Kirchengemeinden zur heutigen Pfarrgemeinde St. Elisabeth zusammengeschlossen, wobei die Klein Berkeler Pfarrgemeinde St. Vizelin in diesem Zusammenhang aufgehoben wurde.
Am 13. Juni 1999 wurde in der St.-Vizelin-Kirche eine neue Orgel eingeweiht. 2004 wurde die Wiese hinter dem Ökumenischen Zentrum in Anlehnung an den Garten Eden umgestaltet. Ende 2006 erfolgte nach einer Schenkung eines Klein Berkeler Bürgers an die Gemeinde St. Vizelin die Gründung der Stiftung St. Vizelin, welche die kirchlichen Aufgaben am Ökumenischen Zentrum in Klein Berkel fördert.
Seit dem 1. September 2012, als die Dekanate Bückeburg und Hameln-Holzminden zum heutigen Dekanat Weserbergland vereinigt wurden, gehört die St.-Vizelin-Kirche zum Dekanat Weserbergland. Zuvor gehörte die St.-Vizelin-Kirche zum Dekanat Hameln-Holzminden, davor zum Dekanat Hameln.
Am 1. April 2015 wurde aus den evangelischen Kirchengemeinden Klein Berkel und Ohr die heutige Kirchengemeinde Am Ohrberg gebildet.

## Architektur und Ausstattung

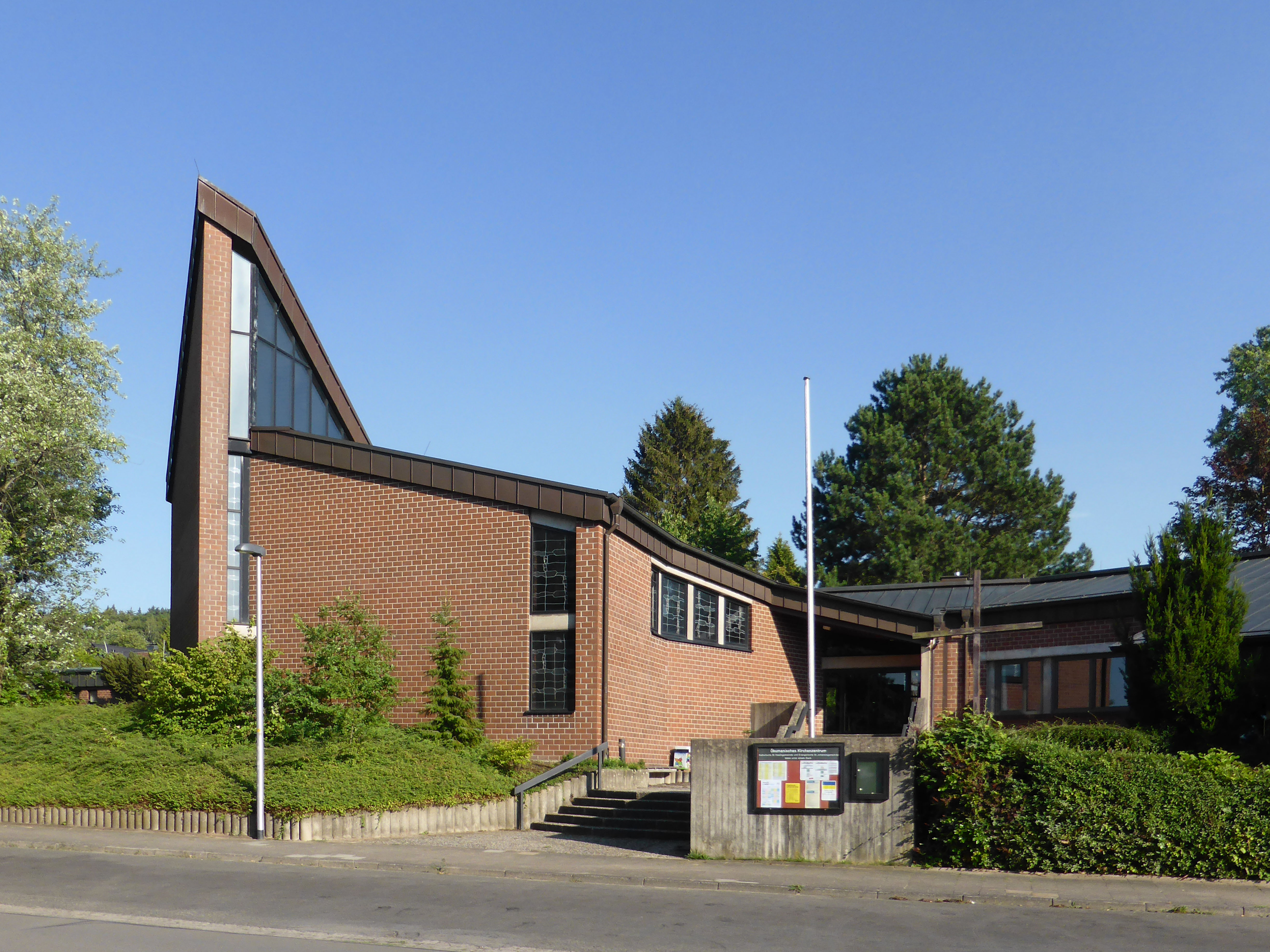
St.-Vizelin-Kirche von Nordwesten

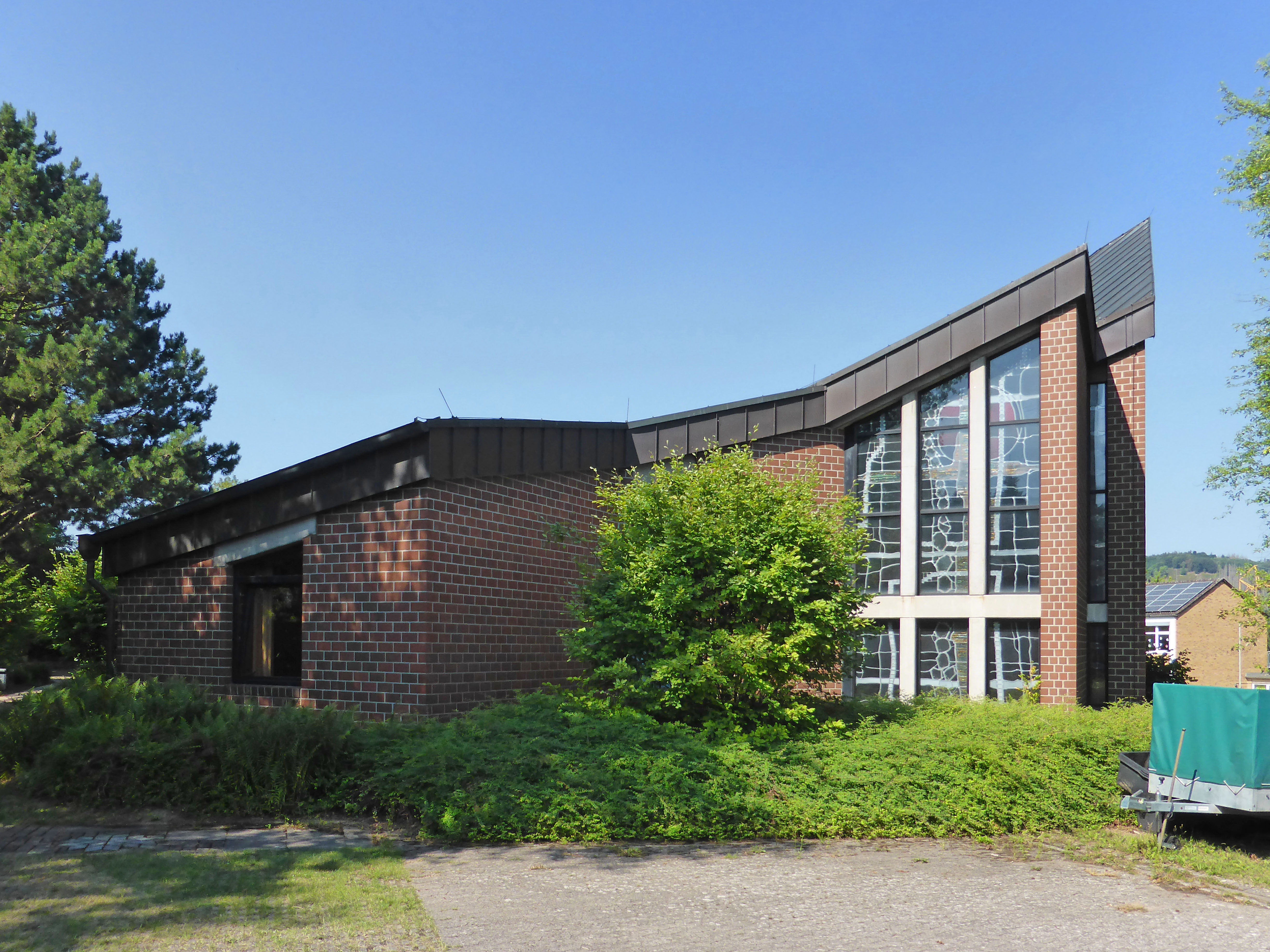
St.-Vizelin-Kirche von Osten

Das Ökumenische Zentrum in Klein Berkel umfasst die St.-Vinzelin-Kirche und das Dietrich-Bonhoeffer-Haus, es steht auf den Grundstücken Schulstraße 22 bis 26 und wurde nach Plänen des Architekten Kreuzer aus Hameln erbaut. Auf dem angrenzenden Grundstück Bürgermeister-Droese-Straße 2 steht das katholische Pfarrhaus.
Das Ökumenische Zentrum wird durch ein Portal an der Schulstraße erschlossen, das Zugang zur St.-Vinzelin-Kirche und zum Dietrich-Bonhoeffer-Haus bietet. Der schlicht gehaltene Altarraum der St.-Vinzelin-Kirche wird von einer Kreuzigungsgruppe und der Orgel dominiert. Den Altar bilden zwei stilisierte Kelche, die nebeneinanderstehen, und die die beiden Konfessionen des Ökumenischen Zentrum symbolisieren. Der Kreuzweg umfasst 14 Stationen. Zur katholischen Ausstattung der Kirche gehören auch das Ewige Licht, der Tabernakel und Weihwasserbecken.
Das Dietrich-Bonhoeffer-Haus verfügt als Gemeindezentrum über einen großen Saal für bis zu 200 Personen sowie mehrere kleinere Räume.

### Orgel
Die Orgel verfügt über 16 Register auf zwei Manualwerken und Pedal. Das Instrument wurde durch Philipp C. A. Klais vom Unternehmen Johannes Klais Orgelbau aus Bonn als Opus 1773 erbaut, am 13. Juni 1999 wurde es in der St.-Vinzelin-Kirche eingeweiht.
| I Echowerk (SW) C–g3 |           |        |
| 1.                   | Hohlflöte | 8′     |
| 2.                   | Rohrflöte | 4′     |
| 3.                   | Nasard    | 2 ⁄3′  |
| 4.                   | Flageolet | 2′     |
| 5.                   | Terz      | 1 3⁄5′ |
| 6.                   | Hautbois  | 8′     |
|                      | Tremulant |        |

| II Hauptwerk C–g3 |             |    |
| 7.                | Prinzipal   | 8′ |
| 8.                | Bordun      | 8′ |
| 9.                | Viola       | 8′ |
| 10.               | Oktave      | 4′ |
| 11.               | Superoktave | 2′ |
| 12.               | Mixtur III  | 1′ |
| 13.               | Trompete    | 8′ |

| Pedalwerk C–f1 |         |     |
| 14.            | Subbass | 16′ |
| 15.            | Flöte   | 8′  |
| 16.            | Oktave  | 4′  |

- Koppeln: I/II, I/P, II/P